# Hermann Rathmann
Hermann Rathmann bzw. Hermann Rahtmann (* 1585 in Lübeck; † 30. Juni 1628 in Danzig) war ein lutherischer Theologe in Danzig und Zentralfigur des nach ihm benannten „Rathmannschen Streites“.

## Leben und Wirken
Jugend und Ausbildungen
Hermann Rathmann stammte aus einer Lùbecker Kaufmannsfamilie. Er besuchte die Gymnasien in Ratzeburg und Magdeburg (bei Georg Rollenhagen)
und studierte anschließend an der Universität Rostock.
Um 1607 ging er an die katholische Universität in Köln, um das Disputieren und Argumentstionstechniken der Jesuiten zu erlernen.
Er erwarb dort den Magistergrad, wobei ihm die zu zahlenden Gebühren und der Religionseid erlassen wurden, der für ihn als Lutheraner eigentlich vorgeschrieben war.
Danach besuchte er die evangelischen Universitäten  in Frankfurt am Main und Leipzig und hielt dort philosophische Vorlesungen.
Prediger in Danzig
Im August 1612 wurde Hermann Rathmann Prediger (Diakonus) an der Johanniskirche in Danzig. 1617  wechselte er an die Marienkirche, da sein neuer Amtskollege Johannes Corvinus dort den bisherigen reformierten Prediger Thomas Fabricius dort nicht haben wollte.
Trotzdem entfaltete sich bald ein intensiver Streit zwischen beiden über Rathmanns theologische Ansichten, der als Rathmannscher Streit in die evangelische Dogmengeschichte eingehen sollte.
1626 wurde Rathmann an die  Katharinenkirche versetzt, um die Auseinandersetzungen zu entschärfen. Er starb zwei Jahre später im frühen Alter von 43 Jahren und wurde auf dem Katharinenfriedhof bestattet.
Rathmannscher Streit
Der Rathmannsche Streit begann mit einer Kritik von Johannes Corvinus an Rathmanns theologischen Ansichten, die von Johann Arndts Schrift vom Wahren Christentum stark geprägt waren.
Seine Schrift „Jesu Christi: des Königs aller Könige und Herrn aller Herren Gnadenreich“ von 1621 führte zu weiteren heftigen theologischen Kontroversen, in die mehrere Universitäten und weitere Gelehrte einbezogen wurden.
Rathmann wurde von den meisten lutherischen Theologen abweichender Ansichten bezichtigt, unter anderem von Cölestin Myslenta in Königsberg.
Auch nach seinem Tod gingen die Stellungnahmen lutherisch-orthodoxer Theologen weiter.
u. a. von Abraham Calov in „De efficacia scripturae sacrae“.
Persönlichkeit und Theologie
Hermann Rathmann wollte ein ehrliches und lebendiges Christentum.
Dazu gehörte seiner Meinung nach die Erfahrung des inneren Ergriffenseins. Dieses war seiner Meinung nach nicht notwendigerweise an das Wort in der Heiligen Schrift gebunden. Gleichwohl konnte es das Verständnis des geschriebenen Wortes vertiefen.
Hermann Rathmann galt seinen Unterstützern als ein frommer Mann, der ein authentisches Christentum seiner Gemeinde vermitteln wollte.